# Oblężenie Lachowicz

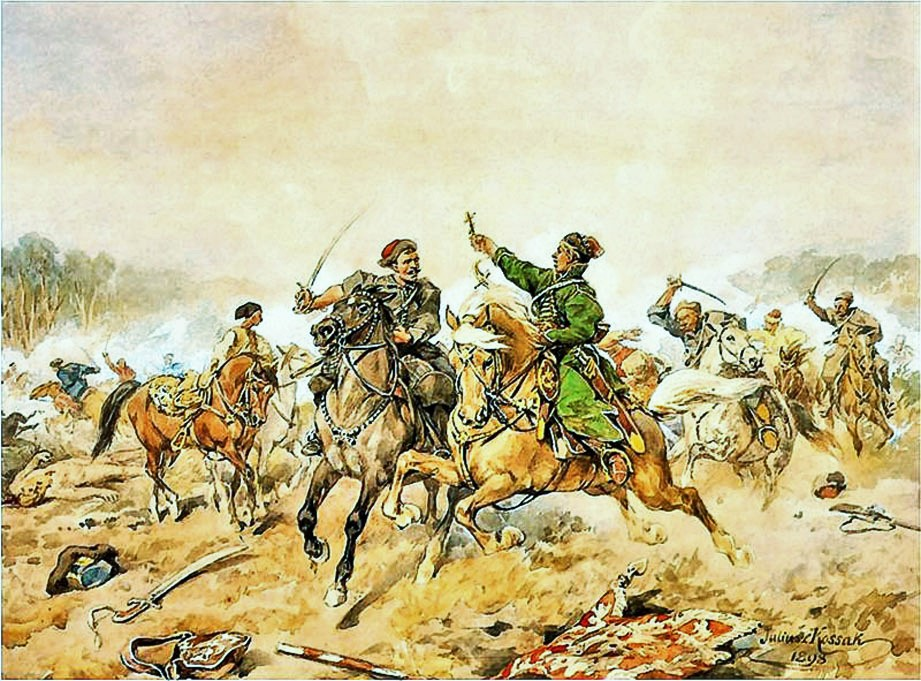
Jan Chryzostom Pasek pod Lachowiczami, obraz Juliusza Kossaka

Oblężenie Lachowicz miało miejsce w dniach 23 marca-28 czerwca 1660 roku podczas wojny polsko-rosyjskiej 1654–1667.
Dnia 23 marca 1660 roku armia rosyjska (ok. 11 tys. żołnierzy) pod wodzą Iwana Chowańskiego obległa Lachowicze, jedną z największych twierdz Rzeczypospolitej na Białorusi. Garnizonem twierdzy dowodził wojski rzeczycki Mikołaj Władysław Judycki mający do dyspozycji 29 dział, 59 hakownic, dwie śmigownice, 141 zbroi pikinierskich i 257 obojczyków do tych zbroi oraz 551 hełmów.

## Opis twierdzy
Twierdza miała cztery bastiony i trzy nadszańce. Bastion sadowy od strony sadu z nadszańcem; bastion położony niedaleko „kawalera rynkowego”; bastion wodny z nadszańcem i bastion pusty, ponieważ nie miał nadszańca (zwanego też kawalerem). Na bastionie sadowym rozmieszczono ciężkie działa („Cantor” i „Bazyliszek”), na nadszańcu miało stanowisko strzeleckie działo zwane „Wieloryb”. Jedna strona bastionu miała kazamatę z działem szrotowym „Jgnis”. Naprzeciw bramy znajdował się szaniec lub kawaler z 18-funtowym działkiem „Samson”.

## Oblężenie
W dniu 23 marca dowódca twierdzy Mikołaj Judycki odmówił poddania twierdzy, w związku z czym Iwan Chowański polecił rozpocząć przygotowania do szturmu poprzez zbudowanie baterii oblężniczych i aproszy. Pierwszy szturm przeprowadzono tuż przed świtem 26 marca. Wojska moskiewskie podczas ataku krzyczały według relacji „cariew, cariew gorod!”. Po wdarciu się wroga na wały, obudzona załoga twierdzy po kilku godzinach walki wyparła Moskali zabijając kilkudziesięciu napastników. Kolejny atak Moskale przeprowadzili 15 maja, jednak ten także został odparty. W wyniku dwóch szturmów Chowański według relacji na wałach stracił około 1 tys. ludzi, a drugie tyle zostało zabitych od ognia armatniego. 17 wziętych do niewoli Moskali powieszono na wałach. Wojska moskiewskie nękały nieustannie oddziały Samuela Oskierki i mordowały okoliczną ludność (spaliły m.in. Zelwę).
Po przybyciu z Moskwy oddziału liczącego 3 tysiące strzelców pod koniec maja przypuszczono trzeci szturm, który został odparty przy dużych stratach atakujących, a następnie w nocy czwarty szturm, także odparty przez załogę twierdzy. Podczas trzech miesięcy oblężenia twierdza wytrzymała cztery rosyjskie szturmy. W obozie oblegających Rosjan szerzyła się dezercja (co noc uciekało po kilkudziesięciu żołnierzy). 
Zbliżająca się odsiecz armii polsko-litewskiej wojewody ruskiego Stefana Czarnieckiego i hetmana wielkiego litewskiego Pawła Sapiehy sprawiła, że Chowański zwinął oblężenie, zostawiając kilka tysięcy piechoty w obozie dla blokowania garnizonu, i ruszył naprzeciw zbliżającej się odsieczy. Przegrana przez Rosjan bitwa pod Połonką w dniu 28 czerwca uratowała broniące się od trzech miesięcy Lachowicze. Na wieść o klęsce siły rosyjskie odeszły spod Lachowicz, a 2 lipca pod mury twierdzy przybyła zwycięska armia polsko-litewska.
Udaną obronę Lachowicz ówcześni ludzie przypisywali interwencji Matki Boskiej, przez co zyskała miano „litewskiej Jasnej Góry”. 
Lachowicze były obok Słucka jedyna fortecą Wielkiego Księstwa Litewskiego, która pozostała niezdobyta aż do końca wojny polsko-rosyjskiej.

## Galeria

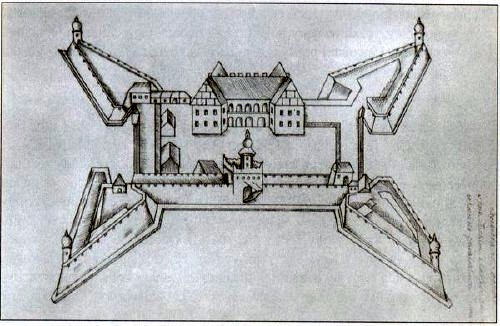
Twierdza w Lachowiczach w XVII w.
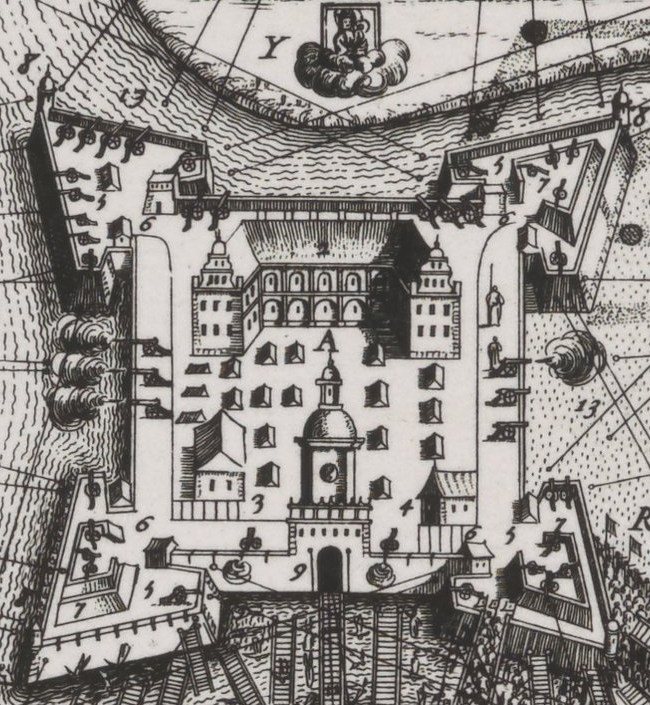
Fragment mapy oblężenia z 1660 r.
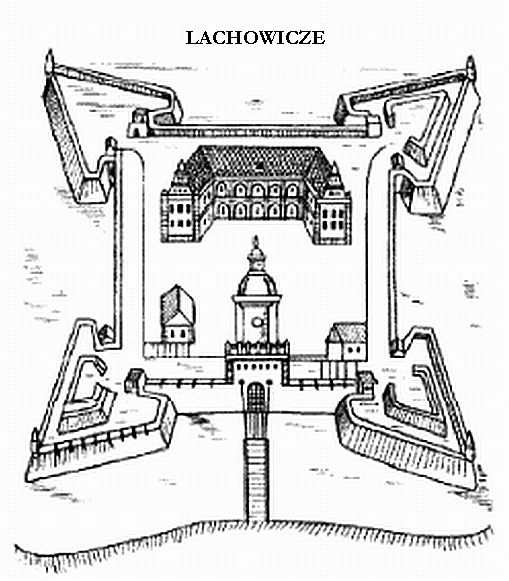
Twierdza w 1660 roku (wyrys z planu)